# Magnolia tamaulipana
Magnolia tamaulipana este o specie de plante din genul Magnolia, familia Magnoliaceae, descrisă de Vazquez. Conform Catalogue of Life specia Magnolia tamaulipana nu are subspecii cunoscute.